# Leiostyla anglica
Leiostyla anglica is een slakkensoort uit de familie van de Lauriidae. De wetenschappelijke naam van de soort is voor het eerst geldig gepubliceerd in 1821 door A. Ferussac.